# Lista de telenovelas da Band
As telenovelas da Band estão relacionadas nesta lista, que apresenta: data de início, data do final e quantidade de capítulos das telenovelas dessa emissora.

## Telenovelas por ordem de exibição

### Década de 1960
| # | Título                               | Início                 | Término                | Cap. | Horário | Autoria                           | Direção            | Ref.  |
| - | ------------------------------------ | ---------------------- | ---------------------- | ---- | ------- | --------------------------------- | ------------------ | ----- |
| 1 | Os Miseráveis                        | 19 de maio de 1967     | 25 de agosto de 1967   | 71   | 19h20   | Walther Negrão                    | Marcos César       | [ 2 ] |
| 2 | A Moça do Sobrado Grande             | 24 de julho de 1967    | 08 de dezembro de 1967 | 95   | 20h00   | Semíramis Alves Teixeira          | Jorge José Santana | [ 4 ] |
| 3 | Ricardinho: Sou Criança, Quero Viver | 16 de setembro de 1968 | 30 de outubro de 1968  | 39   | 20h00   | Aparecida Menezes                 | Ziembinski         | [ 5 ] |
| 4 | Nunca É Tarde Demais                 | 31 de outubro de 1968  | 7 de novembro de 1968  | 6    | 20h00   | André José Adler                  | Marcos César       | [ 6 ] |
| 5 | Era Preciso Voltar                   | 08 de abril de 1969    | 20 de julho de 1969    | 75   | 20h00   | Sylvan Paezzo                     | Walter Avancini    | [ 7 ] |
| 6 | O Bolha                              | 21 de julho de 1969    | 19 de setembro de 1969 | 45   | 20h00   | Walter George Durst Sylvan Paezzo | Marcos César       | [ 8 ] |

### Década de 1970
| # | Título          | Início                 | Término                | Cap. | Horário | Autoria         | Direção          | Ref.   |
| - | --------------- | ---------------------- | ---------------------- | ---- | ------- | --------------- | ---------------- | ------ |
| 7 | Cara a Cara     | 16 de abril de 1979    | 30 de dezembro de 1979 | 223  | 19h00   | Vicente Sesso   | Jardel Mello     | [ 9 ]  |
| 8 | O Todo Poderoso | 19 de novembro de 1979 | 19 de julho de 1980    | 174  | 20h00   | Carlos Lombardi | Henrique Martins | [ 10 ] |

### Década de 1980
| #  | Título                          | Início                 | Término                 | Cap. | Horário | Autoria                       | Direção          | Ref.   |
| -- | ------------------------------- | ---------------------- | ----------------------- | ---- | ------- | ----------------------------- | ---------------- | ------ |
| 9  | Pé de Vento                     | 01 de janeiro de 1980  | 21 de junho de 1980     | 148  | 19h00   | Benedito Ruy Barbosa          | Arlindo Barreto  | [ 11 ] |
| 10 | A Deusa Vencida                 | 02 de junho de 1980    | 27 de setembro de 1980  | 102  | 18h00   | Ivani Ribeiro                 | Antonino Seabra  | [ 13 ] |
| 11 | Cavalo Amarelo                  | 23 de junho de 1980    | 29 de novembro de 1980  | 137  | 19h00   | Ivani Ribeiro                 | Henrique Martins | [ 14 ] |
| 12 | Um Homem Muito Especial         | 21 de julho de 1980    | 07 de fevereiro de 1981 | 136  | 20h00   | Rubens Ewald Filho            | Antônio Abujamra | [ 15 ] |
| 13 | Meu Pé de Laranja Lima          | 29 de setembro de 1980 | 25 de abril de 1981     | 179  | 18h00   | Ivani Ribeiro                 | Edison Braga     | [ 17 ] |
| 14 | Dulcinéa Vai à Guerra           | 01 de dezembro de 1980 | 14 de março de 1981     | 89   | 19h00   | Sérgio Jockyman Jorge Andrade | Henrique Martins | [ 18 ] |
| 15 | Rosa Baiana                     | 9 de fevereiro de 1981 | 31 de julho de 1981     | 141  | 20h00   | Lauro César Muniz             | Antonino Seabra  | [ 19 ] |
| 16 | Os Imigrantes ‡                 | 27 de abril de 1981    | 7 de junho de 1982      | 333  | 18h30   | Benedito Ruy Barbosa          | Henrique Martins | [ 20 ] |
| 17 | Os Adolescentes                 | 28 de setembro de 1981 | 2 de abril de 1982      | 135  | 21h30   | Ivani Ribeiro Jorge Andrade   | Atílio Riccó     | [ 21 ] |
| 18 | Ninho da Serpente               | 05 de abril de 1982    | 27 de agosto de 1982    | 119  | 20h00   | Jorge Andrade                 | Henrique Martins | [ 22 ] |
| 19 | Os Imigrantes: Terceira Geração | 8 de junho de 1982     | 1 de novembro de 1982   | 126  | 18h30   | Benedito Ruy Barbosa          | Henrique Martins | [ 23 ] |
| 20 | A Filha do Silêncio             | 09 de agosto de 1982   | 07 de janeiro de 1983   | 110  | 17h30   | Marcos Caruso                 | Antonino Seabra  | [ 25 ] |
| 21 | Renúncia                        | 30 de agosto de 1982   | 12 de setembro de 1982  | 12   | 20h00   | Geraldo Vietri                | Geraldo Vietri   | [ 27 ] |
| 22 | Campeão                         | 06 de dezembro de 1982 | 06 de maio de 1983      | 110  | 18h30   | Marcos Caruso                 | Roberto Talma    | [ 28 ] |
| 23 | Sabor de Mel                    | 04 de abril de 1983    | 22 de julho de 1983     | 95   | 20h00   | Jorge Andrade                 | Roberto Talma    | [ 29 ] |
| 24 | Maçã do Amor                    | 09 de maio de 1983     | 08 de setembro de 1983  | 90   | 18h30   | Wilson Aguiar Filho           | Roberto Talma    | [ 30 ] |
| 25 | Braço de Ferro                  | 09 de maio de 1983     | 30 de julho de 1983     | 50   | 17h30   | Marcos Caruso                 | Roberto Talma    | [ 31 ] |

‡ Indica telenovela disponível no TV Brasil Play.

### Década de 1990
| #  | Título                 | Início                | Término                | Cap. | Horário | Autoria                      | Direção           | Ref.   |
| -- | ---------------------- | --------------------- | ---------------------- | ---- | ------- | ---------------------------- | ----------------- | ------ |
| 26 | A Idade da Loba        | 24 de julho de 1995   | 19 de janeiro de 1996  | 143  | 19h00   | Alcione Araújo Regina Braga  | Jayme Monjardim   | [ 32 ] |
| 27 | O Campeão              | 25 de março de 1996   | 04 de outubro de 1996  | 128  | 19h00   | Ricardo Linhares Mário Prata | Marcos Schechtman | [ 34 ] |
| 28 | Perdidos de Amor       | 28 de outubro de 1996 | 07 de junho de 1997    | 160  | 19h00   | Ana Maria Moretzsohn         | Márcio Waismann   | [ 35 ] |
| 29 | Serras Azuis           | 22 de junho de 1998   | 04 de dezembro de 1998 | 120  | 19h00   | Ana Maria Moretzsohn         | Nilton Travesso   | [ 37 ] |
| 30 | Meu Pé de Laranja Lima | 7 de dezembro de 1998 | 02 de abril de 1999    | 101  | 18h00   | Ana Maria Moretzsohn         | Del Rangel        | [ 39 ] |

### Década de 2000
| #  | Título            | Início                 | Término                | Cap. | Horário | Autoria                               | Direção            | Ref.   |
| -- | ----------------- | ---------------------- | ---------------------- | ---- | ------- | ------------------------------------- | ------------------ | ------ |
| 31 | Floribella        | 4 de abril de 2005     | 12 de agosto de 2006   | 344  | 20h15   | Patrícia Moretzsohn, Jaqueline Vargas | Elisabetta Zenatti | [ 41 ] |
| 32 | Paixões Proibidas | 14 de novembro de 2006 | 08 de junho de 2007    | 139  | 22h00   | Aimar Labaki                          | Ignácio Coqueiro   | [ 43 ] |
| 33 | Dance Dance Dance | 01 de outubro de 2007  | 12 de maio de 2008     | 161  | 20h15   | Juana Uribe, Yoya Wursch              | Del Rangel         | [ 45 ] |
| 34 | Água na Boca      | 12 de maio de 2008     | 12 de dezembro de 2008 | 155  | 20h15   | Marcos Lazarini                       | Del Rangel         | [ 46 ] |

### Década de 2020
| #  | Título          | Início              | Término            | Cap.          | Horário | Autoria                                                | Direção          | Ref.   |
| -- | --------------- | ------------------- | ------------------ | ------------- | ------- | ------------------------------------------------------ | ---------------- | ------ |
| 35 | Beleza Fatal §  | 10 de março de 2025 | 07 de maio de 2025 | 41            | 20h30   | Raphael Montes                                         | Maria de Medicis | [ 47 ] |
| 36 | Romaria         | A estrear           | A estrear          | 81 (previsão) | 20h30   | Leticia Wierzchowski, com argumento de Jayme Monjardim | Jayme Monjardim  | [ 48 ] |
| 37 | O Ouro da China | A estrear           | A estrear          | —             | —       | —                                                      | —                | [ 49 ] |
| 38 | Os Imigrantes   | A estrear           | A estrear          | —             | —       | —                                                      | —                | [ 50 ] |

§ Indica telenovela original do serviço de streaming HBO Max

## Exibição de telenovelas estrangeiras
| #  | Título no Brasil           | Título original            | Início                 | Término                | Cap.        | Horário | País           | Ano de exibição original | Emissora       |
| -- | -------------------------- | -------------------------- | ---------------------- | ---------------------- | ----------- | ------- | -------------- | ------------------------ | -------------- |
| 1  | Desencontros               | El Duende Azul             | 8 de outubro de 1990   | 22 de março de 1991    | 90          | 11h15   | Argentina      | 1987                     | Canal 9        |
| 2  | Abigail                    | Abigail                    | 1992                   | 1992                   | –           | 18h00   | Venezuela      | 1998-1989                | RCTV           |
| 3  | Maria Celeste              | María Celeste              | 9 de junho de 1997     | 5 de dezembro de 1997  | 152         | 18h30   | Venezuela      | 1994                     | Venevisión     |
| 4  | Traição                    | Nada Personal              | 8 de dezembro de 1997  | 29 de maio de 1998     | 135         | 19h00   | México         | 1996-1997                | TV Azteca      |
| 5  | Caminhos do Amor           | Morena Clara               | 23 de novembro de 1998 | 4 de junho de 1999     | 137         | 15h00   | Venezuela      | 1994                     | Venevisión     |
| 6  | Sombras do Passado         | Cara Sucia                 | 7 de junho de 1999     | 22 de outubro de 1999  | 97          | 14h00   | Venezuela      | 1994                     | Venevisión     |
| 7  | Belas e Intrépidas         | The Bold and the Beautiful | 7 de junho de 1999     | 22 de outubro de 1999  | 98          | 15h00   | Estados Unidos | 1987-presente            | CBS            |
| 8  | História de amor em Tóquio | 東京ラブストーリー         | 7 de janeiro de 2002   | 18 de março de 2002    | 12 (11 + 1) | 19h00   | Japão          | 1991-1993                | Fuji TV (FNS)  |
| 9  | Olhos d'Água               | Olhos de Água              | 19 de janeiro de 2004  | 13 de agosto de 2004   | 150         | 16h30   | Portugal       | 2001                     | TVI            |
| 10 | Morangos com Açúcar        | Morangos com Açúcar        | 29 de março de 2004    | 22 de outubro de 2004  | 150         | 16h30   | Portugal       | 2003-2004                | TVI            |
| 11 | Mantenha a cara séria      | 素顔のままで               | 13 de abril de 2008    | 29 de junho de 2008    | 12          | 17h30   | Japão          | 1992                     | Fuji TV (FNS)  |
| 12 | Isa TKM                    | Isa TKM                    | 19 de outubro de 2009  | 19 de março de 2010    | 110         | 20h15   | Venezuela      | 2008-2009                | Nickelodeon    |
| 13 | Quase Anjos                | Casi Ángeles               | 15 de março de 2010    | 18 de novembro de 2011 | 275         | 20h15   | Argentina      | 2007-2008                | Telefe         |
| 14 | Isa TK+                    | Isa TK+                    | 27 de dezembro de 2010 | 11 de junho de 2011    | 120         | 09h15   | Colômbia       | 2009-2010                | Nickelodeon    |
| 15 | Violetta                   | Violetta                   | 2 de dezembro de 2013  | 9 de abril de 2014     | 80          | 15h00   | Argentina      | 2012                     | Disney Channel |
| 16 | Rosário                    | Rosario Tijeras            | 6 de janeiro de 2014   | 23 de maio de 2014     | 72          | 02h00   | Colômbia       | 2010                     | Canal RCN      |
| 17 | Mil e Uma Noites           | Binbir Gece                | 9 de março de 2015     | 15 de setembro de 2015 | 164         | 20h25   | Turquia        | 2006-2009                | Kanal D        |
| 18 | Fatmagül: A Força do Amor  | Fatmagül'ün Suçu Ne?       | 31 de agosto de 2015   | 6 de abril de 2016     | 185         | 20h25   | Turquia        | 2010-2012                | Kanal D        |
| 19 | Sila: Prisioneira do Amor  | Sila                       | 28 de março de 2016    | 18 de novembro de 2016 | 199         | 20h25   | Turquia        | 2006-2008                | ATV            |
| 20 | Ezel                       | Ezel                       | 7 de novembro de 2016  | 18 de julho de 2017    | 215         | 20h25   | Turquia        | 2009-2011                | Show TV/ATV    |
| 21 | Amor Proibido              | Aşk-ı Memnu                | 18 de dezembro de 2017 | 2 de julho de 2018     | 168         | 20h25   | Turquia        | 2008-2010                | Kanal D        |
| 22 | Senhor dos Céus            | El Señor de los Cielos     | 29 de março de 2018    | 27 de dezembro de 2018 | 37          | 22h30   | Estados Unidos | 2013                     | Telemundo      |
| 23 | Asas do Amor               | Bana Sevmeyi Anlat         | 3 de julho de 2018     | 16 de outubro de 2018  | 91          | 20h25   | Turquia        | 2016-2017                | Fox            |
| 24 | Minha Vida                 | O Hayat Benim              | 17 de outubro de 2018  | 13 de julho de 2019    | 232         | 20h50   | Turquia        | 2014-2017                | Fox            |
| 25 | Ouro Verde                 | Ouro Verde                 | 15 de julho de 2019    | 14 de setembro de 2020 | 367         | 20h30   | Portugal       | 2017                     | TVI            |
| 26 | Nazaré                     | Nazaré                     | 18 de maio de 2021     | 14 de janeiro de 2022  | 174         | 20h30   | Portugal       | 2019-2021                | SIC            |
| 27 | Valor da Vida              | Valor da Vida              | 31 de outubro de 2022  | 1 de setembro de 2023  | 220         | 22h00   | Portugal       | 2018-2019                | TVI            |
| 28 | Café com Aroma de Mulher   | Café, con Aroma de Mujer   | 08 de maio de 2025     | Em exibição            | 92          | 20h30   | Colômbia       | 2021                     | Canal RCN      |